# Chandernagor
Chandannagar
Pour les articles homonymes, voir Chandernagor (homonymie).
Chandernagor ou Chandannagar (bengali : চন্দননগর) est une ville du Bengale-Occidental située sur la rive droite du Hooghly, à une trentaine de kilomètres au nord de Calcutta. La ville comptait 150 000 habitants au recensement de 2001.
Chandernagor est un des anciens Établissements français de l'Inde et le seul à être situé à l'intérieur des terres (dans le territoire du Bengale). Les quatre autres comptoirs, dont Pondichéry, possédaient une façade maritime.

## Toponymie
On donne deux étymologies à Chandernagor, le faisant venir de chandra, « lune », car la ville se trouve sur une courbe du Gange ou de chandan, « santal », car on en faisait le commerce dans la région, et nagar, « ville ». Elle a été aussi appelée Farasdanga, nom provenant de Farasi signifiant français et danga terre.

## Histoire
La ville ne semble pas avoir existé avant l'arrivée des Français, mais comme la ville de Calcutta, trouve son origine dans trois villages du bord du Gange, Borokishanpur, Khalisani et Gondalpara. La première référence y est faite dans une lettre datée du 21 novembre 1696, signée François Martin, Deslandes et le marchand Pellé, adressée au directeur de la Compagnie française des Indes orientales [CFIO].

### Installation progressive des Français
En 1674, la CFIO envoie le gentilhomme Duplessis pour acheter un terrain — 20 arpents pour 401 roupies, ajouter une roupie à une somme porte chance en Inde — sur le Hûghlî un bras du Gange. Il négocie avec Ibrahim Khan, le nabab du Bengale et construit un bâtiment, au nord de la ville actuelle. Mais bientôt, les Hollandais, installés à peu de distance, obtiennent, au moyen de cadeaux, les bonnes grâces du nabab et les Français abandonnent la zone, en 1677, pour manque de profit. Le deuxième contact a lieu en 1684, lorsqu'un vaisseau chargé de marchandises parti de Pondichéry à destination de l'île de Joncelang — aujourd'hui l'île de Phuket en Thaïlande — est pris dans une tempête, se déroute et atteint le Hûghlî. Le marchand Bertrand qui était sur le bateau rentre à Pondichéry en 1685 et se voit confier la mission de retourner au Bengale. Il atteint Balasore, parcourt le pays et rend un rapport à la CFIO extrêmement favorable au commerce dans le Bengale.
Le 30 août 1688, François Martin, le gouverneur de Pondichéry, missionne son gendre André Boureau-Deslandes, sur ordre de la CFIO, pour fonder des comptoirs commerciaux au Bengale. Le nabab vient d'accorder à la France le droit de faire commerce au Bengale, au Bihar et en Orissa contre le paiement de 40 001 roupies, sans frais annexes. La ville sera entourée d'un mur de clôture et d'un fossé, conçus par l'architecte jésuite Jacques Duchatz (1652-1693). De 1694 à 1699, François Martin séjourne dans la ville lors de la prise de Pondichéry par les Hollandais en 1693. Elle sera restituée en 1697 par le traité de Ryswick, mais le conflit met à mal le commerce français au Bengale car les Hollandais bloquent l'embouchure du Gange.

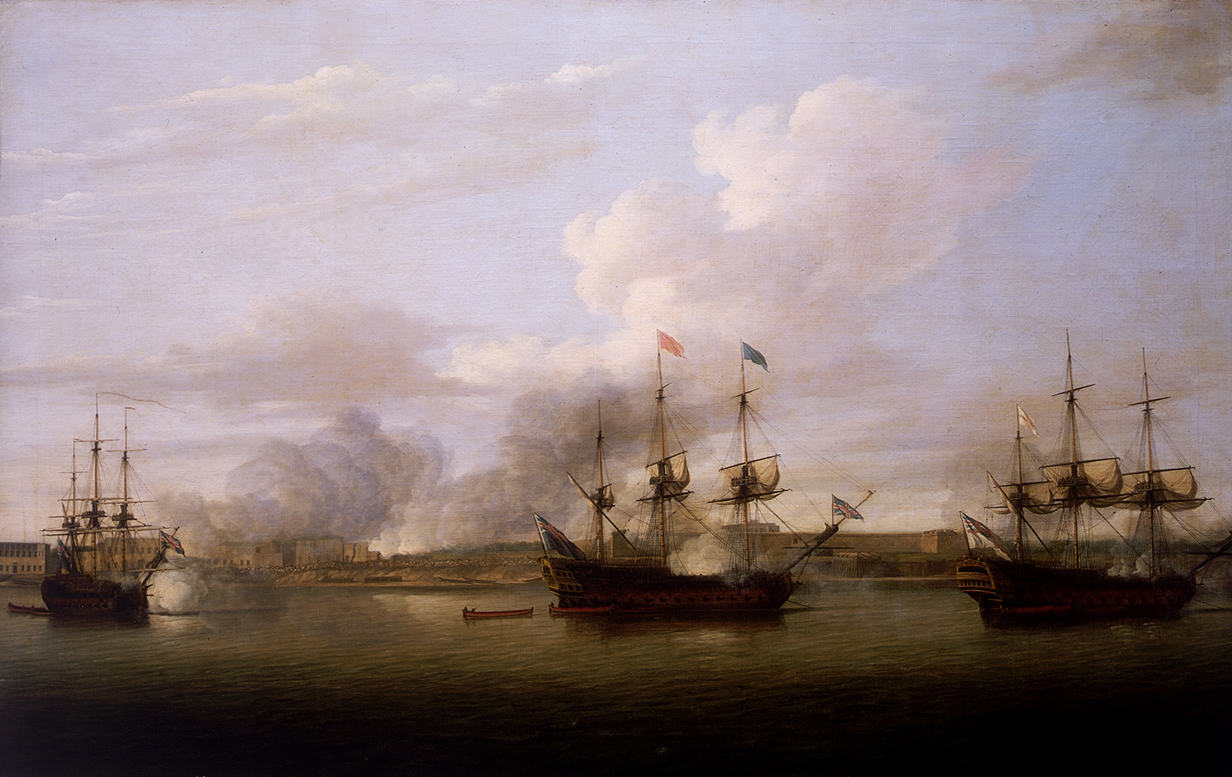
La capture du poste de Chandernagor en 1757 par la Royal Navy.

Un firman de l'empereur Aurangzeb confirme, en 1698, le droit de la CFIO à commercer au Bengale. Elle compte, en 1703, 29 employés à Chandernagor. À cette époque, Pondichéry est le principal centre administratif et Chandernagor le principal centre commercial et rapportera jusqu'à un million de roupies par an. La moitié du budget dévolu à l'Inde par la France est investi dans le développement de la ville, et la présence des autres puissances européennes se faisant plus manifeste, on y construit le fort d'Orléans entre 1696 et 1697.

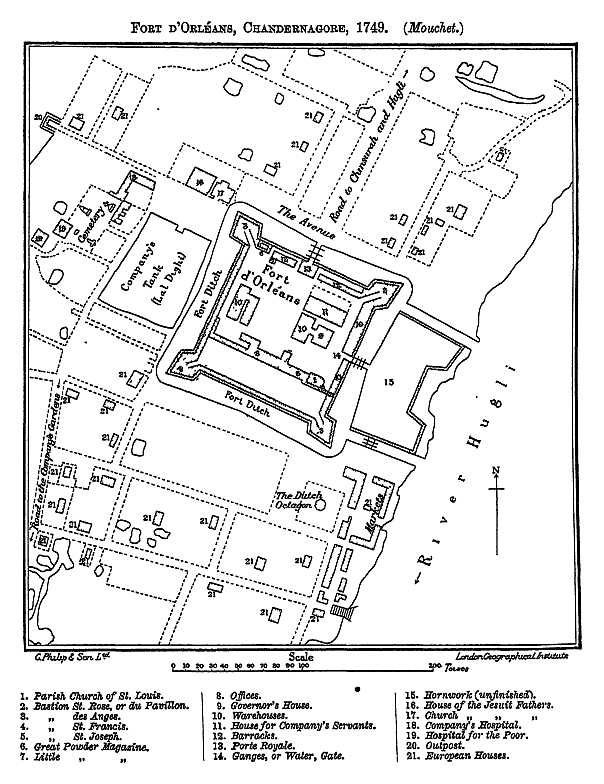
Croquis du fort d'Orléans en 1749.

Lorsque le 16 août 1731, Joseph François Dupleix s'installe à Pondichéry, il devient par la même occasion l'administrateur en chef de Chandernagor. Sous son administration, le réseau routier est amélioré, des hôtels particuliers sont construits. Mais la ville chute avec sa disparition et ne survit plus que par le travail des marchands locaux. Le plus fameux d'entre eux est Indranarayan Chowdhury. Appointé comme courtier de la CFIO en 1730, deux ans plus tard, il loue le territoire du comptoir pour 12 000 roupies par an. En 1735, il reçoit une médaille de Louis XV. Le colonel Robert Clive de la Compagnie anglaise des Indes orientales et l'amiral Watson de l'armée britannique prennent Chandernagor le 23 mars 1757 lors de la guerre de Sept Ans.

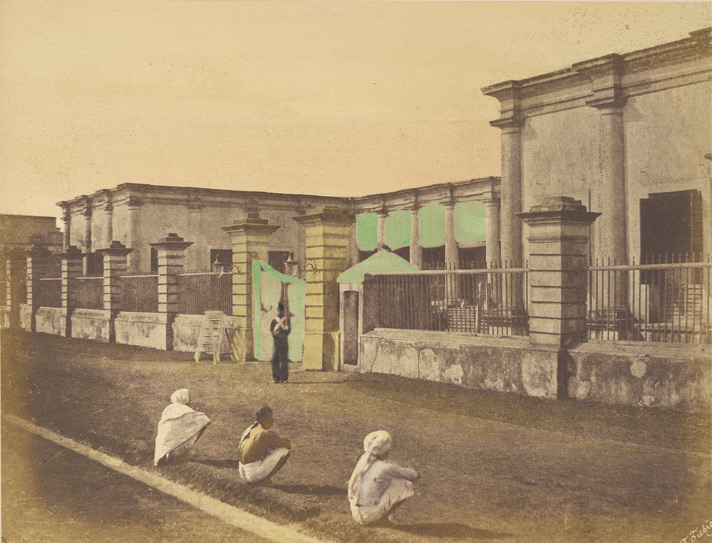
Chandernagor au milieu du XIXe siècle : le siège de l'administration.

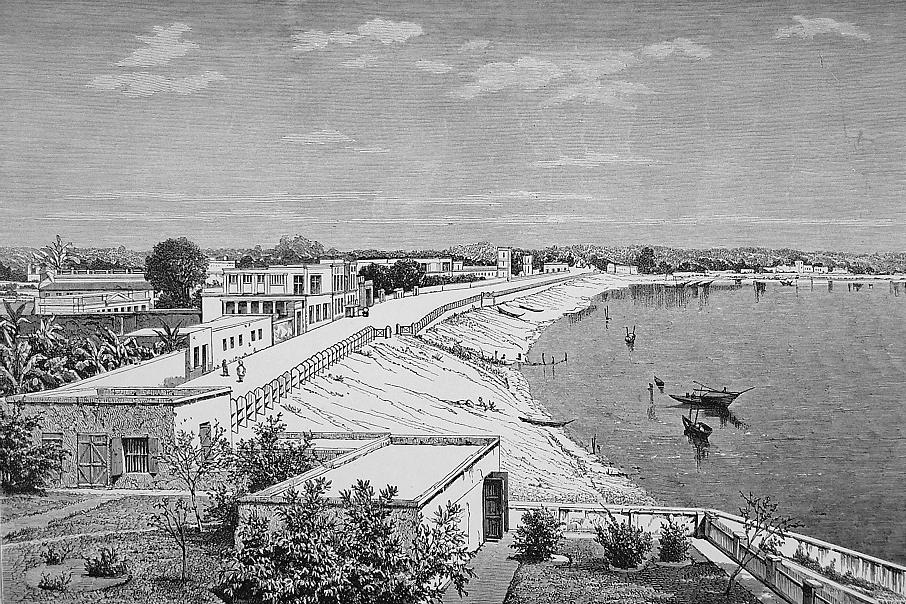
Chandernagor, gravure de Bickers & Son, 1878.

Chandernagor sera occupée par les Britanniques de 1757 à 1764, et rendue aux Français par le traité de Paris de 1763, qui verra néanmoins la France perdre la majeure partie de ses possessions coloniales (Inde et Nouvelle-France).
Chandernagor sera de nouveau occupée par les Britanniques, de 1778 à 1783, qui protestaient contre l'aide des Français aux indépendantistes américains (guerre d'indépendance américaine). Aux termes du traité de Versailles, signé en 1783, la France conserve en Inde les cinq comptoirs de Chandernagor, Pondichéry, Yanaon, Karikal et Mahé.
Le comptoir de Chandernagor sera de nouveau occupé par les Britanniques de 1785 à 1788.
En 1790, à Chandernagor, le commandant Montigny est arrêté par les Anglais sur ordre de Lord Cornwallis alors qu'il tente de s'enfuir vers les îles de France et Bourbon. La piètre administration dont Dehaies de Montigny a fait preuve à Chandernagor contribua à la ruine du comptoir. Après une multitude de tergiversations de l'administration française et sur fond de Révolution française, Benoît Mottet de La Fontaine sera nommé au nom de l'assemblée coloniale de Pondichéry en remplacement de Montigny, comme gouverneur de Chandernagor.
Chandernagor et les autres comptoirs français seront occupés par les Anglais de 1793 à 1816, lors des guerres révolutionnaires et napoléoniennes.

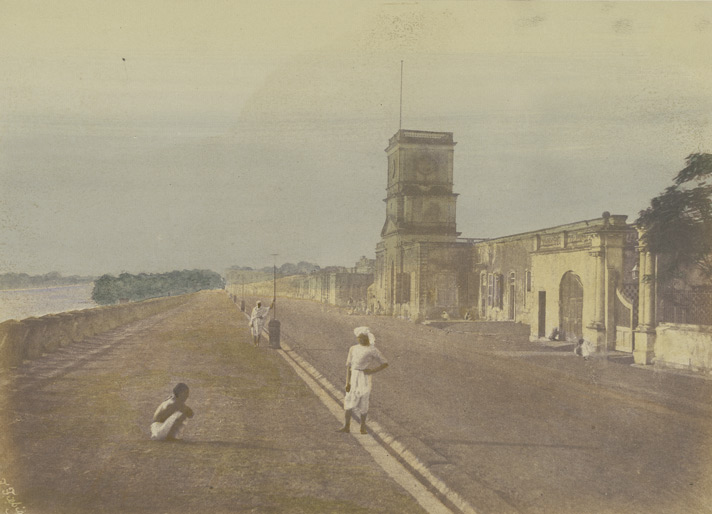
Chandernagor au milieu du XIXe siècle : Le Strand et l'Amirauté.

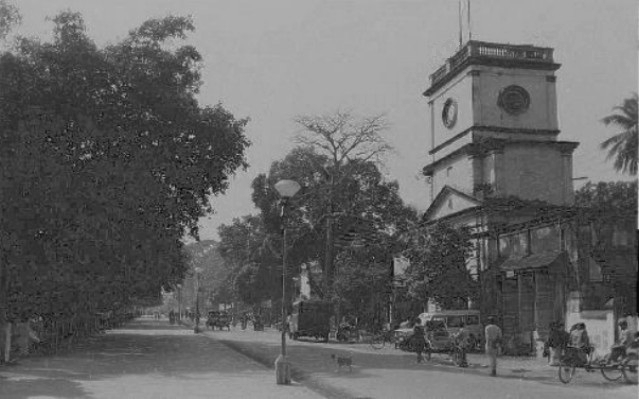
Le Strand et l'Amirauté, années 1930.

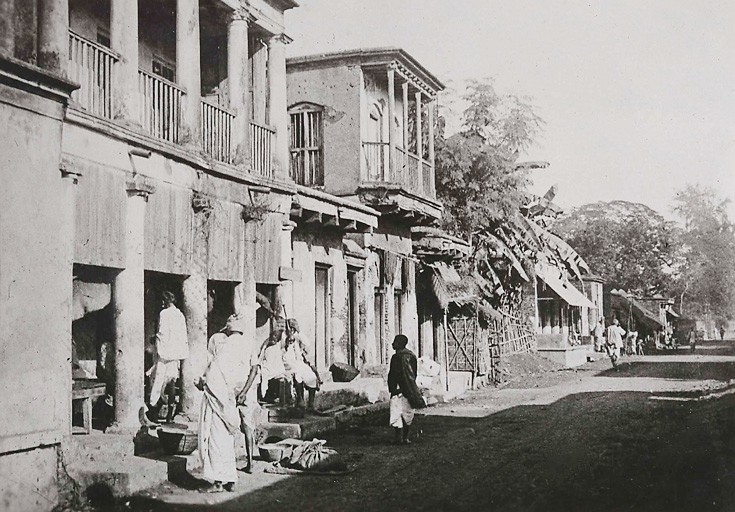
Rue de la « ville noire », années 1920.

Le retour effectif de la France en ce territoire s'effectue en mars 1817. Le territoire est alors pauvre et exsangue, et n'a plus rien à voir avec sa grandeur d'autrefois.
En 1860, il y avait une centaine de Français, d'Européens et d'étrangers dans la colonie (dont des Cipayes de Pondichéry, des soldats indochinois). Ce nombre va vite chuter avec la crise du textile et la période du libre échange avec la Grande-Bretagne (les filatures de l'Inde britannique étaient moins chères). Dans les faits, ce territoire, enclavé, était très cher à administrer, ainsi que les quatre autres comptoirs français de l'Inde. L'envoi, par l'administration coloniale française de fonctionnaires tamouls de Pondichéry, accentuait le sentiment anti-Français des Bengalis, qui constituaient la population du territoire.
Après 1920, les Européens de Chandernagor étaient surtout des Britanniques aisés, qui fuyaient les taxes, et autres impôts pratiqués par les Britanniques en Inde, et profitaient du statut de « zone franche » (duty free en anglais) du territoire. Ce statut sera également appliqué pour les quatre autres comptoirs français. Quelques habitants vont s'enrichir, surtout à Yanaon et Pondichéry. Chandernagor vendra ainsi beaucoup d'alcool, mais seuls quelques entrepreneurs locaux, souvent Britanniques, et Américains, vont s'enrichir, les Français se focalisant surtout vers l'Indochine.
En 1945, alors que le peuple indien commence à réclamer l'indépendance envers le colonisateur britannique, les Français doivent faire face à la guerre de décolonisation en Indochine tout en conservant leurs cinq comptoirs indiens (un renoncement prématuré aurait pu accentuer le nationalisme vietnamien en Indochine).

### Rattachement à l'Inde
En 1947, l'Inde Britannique devient indépendante, et quand des troubles surviennent dès la fin de 1947 à Chandernagor pour le rattachement à l'Inde, la France, débordée, demandera à l'Inde d'assurer l'ordre : dès lors, la question de la souveraineté de ce territoire semblait résolue.
À l'occasion d'un référendum organisé le 19 juin 1949, la population de Chandernagor se prononce en faveur du rattachement de la ville à l'Inde, qui prend en charge l'administration du territoire dès le 2 mai 1950. Cette situation ne sera officiellement entérinée que deux ans plus tard, en application du traité de cession signé à Paris le 2 février 1951 et entré en vigueur le 9 juin 1952. La superficie du territoire était de 17 km². Le territoire est directement intégré à l'État du Bengale-Occidental, contrairement aux quatre autres anciens établissements français qui vont former un territoire distinct, le Territoire de Pondichéry.
Il ne restait plus que trois Français issus de la France métropolitaine à Chandernagor en 1948 (l'administrateur Georges Tailleur, son épouse, et le chef de la police municipale, un Franco-Britannique) contre 22 Britanniques, 19 Irlandais, 18 Américains, 16 Portugais (dont le prêtre de l'église catholique et 5 religieuses) et 10 Australiens et Néo-Zélandais. Si les Français boudaient Chandernagor, en revanche, ils étaient 340 à Calcutta, en 1947 (860 en 1938), à une vingtaine de kilomètres plus au sud.

## Patrimoine français

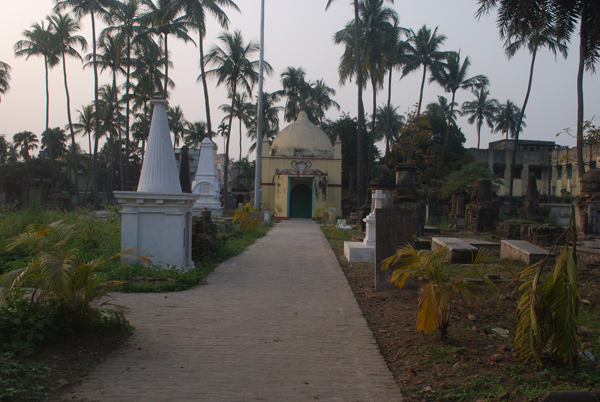
Cimetière français.

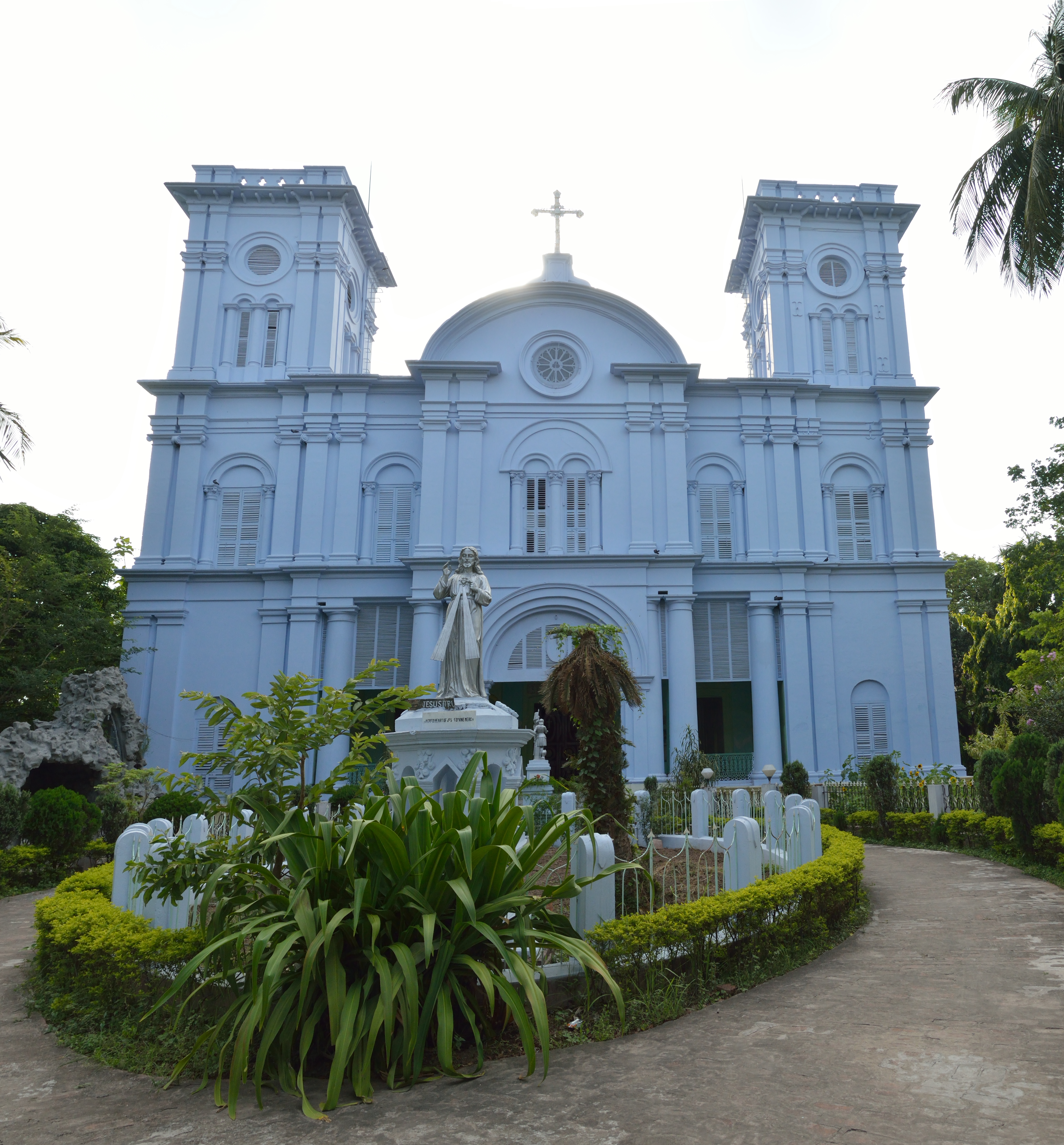
L'église du Sacré-Cœur.

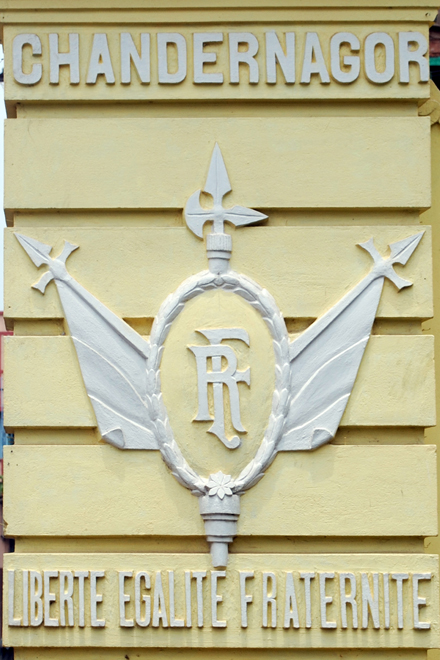
Inscription sur les portes de Chandernagor.

- Le musée et institut français (Chandannagar Museum and Institute), ancien palais du gouverneur, qui conserve des souvenirs de la présence française.
- Le cimetière catholique français dont certaines tombes datent de la seconde moitié du XVIIIe siècle est situé sur Grand Trunk Road en face de Lal Dighi (un petit lac).
- Le kiosque du débarcadère sur le Strand : offert par un fils de Durga Chorone Roquitte en souvenir de son père, descendant de Jean-Louis Roquet, négociant originaire de Bordeaux. La famille Roquitte est la seule famille d'origine purement française encore présente à Chandernagor.
- L'église du Sacré-Cœur de Chandernagor est située près du Strand. Elle a été conçue par l'architecte français Jacques Duchatz et a été inaugurée le 27 janvier 1884.
- Quelques belles maisons à l'architecture coloniale du XVIIIe siècle, dissimulées derrière les palmiers.
- Le château de Goretty : construit vers 1766 par Jean-Baptiste Chevalier de Conan, gouverneur de Chandernagor, sur un terrain offert par un zamindar bengali à la Compagnie française des Indes orientales, il était situé un peu au sud, à une petite lieue de la barrière de Chandernagor, et, de ce fait se trouvait enclavé dans les Indes anglaises. Très vite cette demeure, à l'origine simple maison de campagne, fut embellie, et dotée dans son vaste parc de jardins à la française et dépendances diverses. Son confort, outre l'importance et le luxe apporté à sa construction grâce à une grande hauteur sous plafond permettant une ventilation optimale, de vastes pièces, résidait pour l'essentiel sur le fait que ce château était édifié sur un promontoire. Il devient un lieu de réjouissances de la société coloniale européenne, fréquenté par Warren Hastings ou bien Philip Francis. Il devient la résidence permanente du Gouverneur des Indes françaises au Bengale. Après la défaite française face à l’Angleterre lors de la guerre de Sept Ans, le général Eyre Coote s’y installa et sollicita la concession pour son usage personnel auprès du Conseil supérieur du Nabab du Bengale. La paix revenue, la France fait valoir ses titres de propriété sur Goretty.

## Galerie

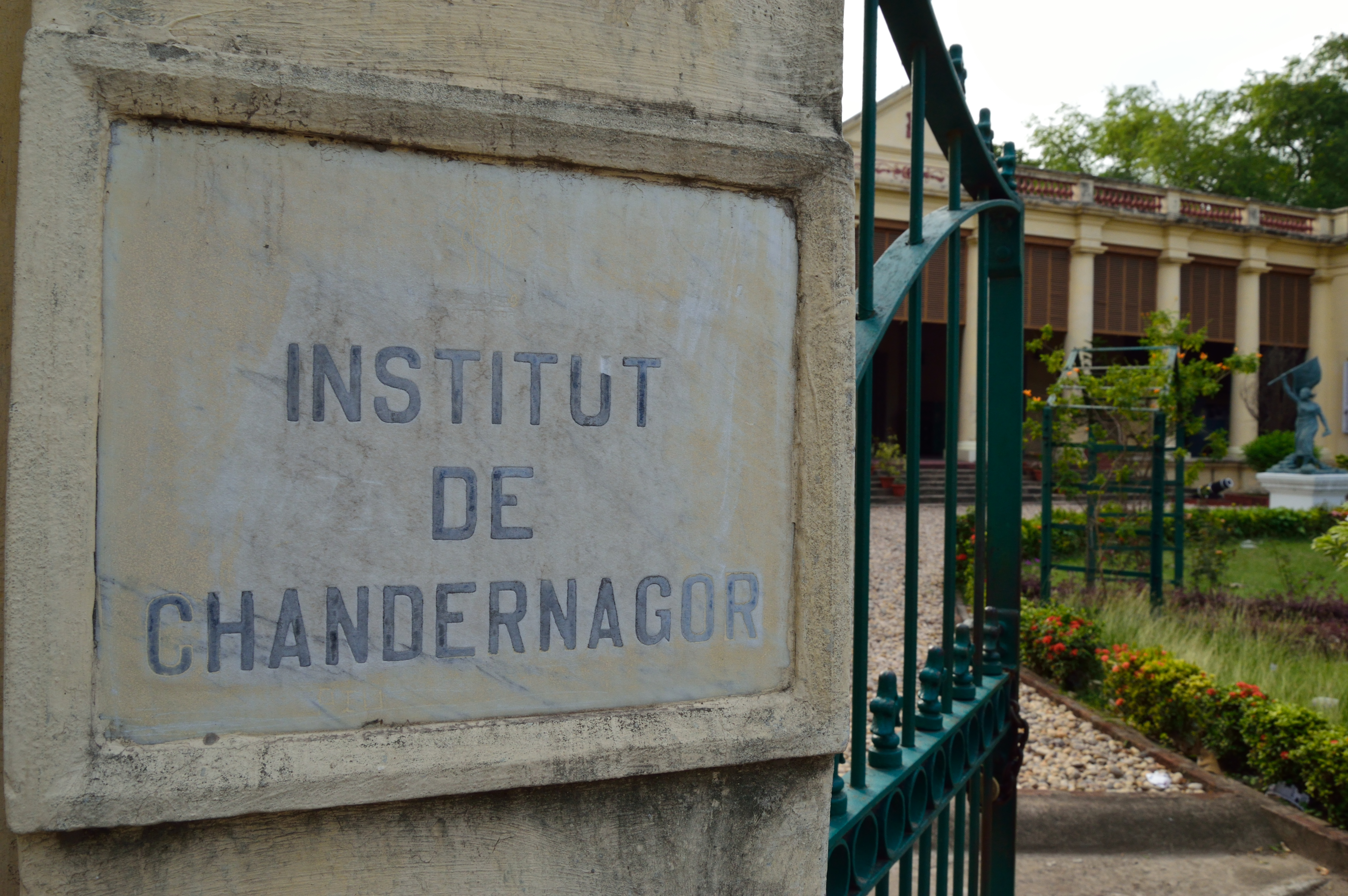
L'entrée de l'institut de Chandernagor.
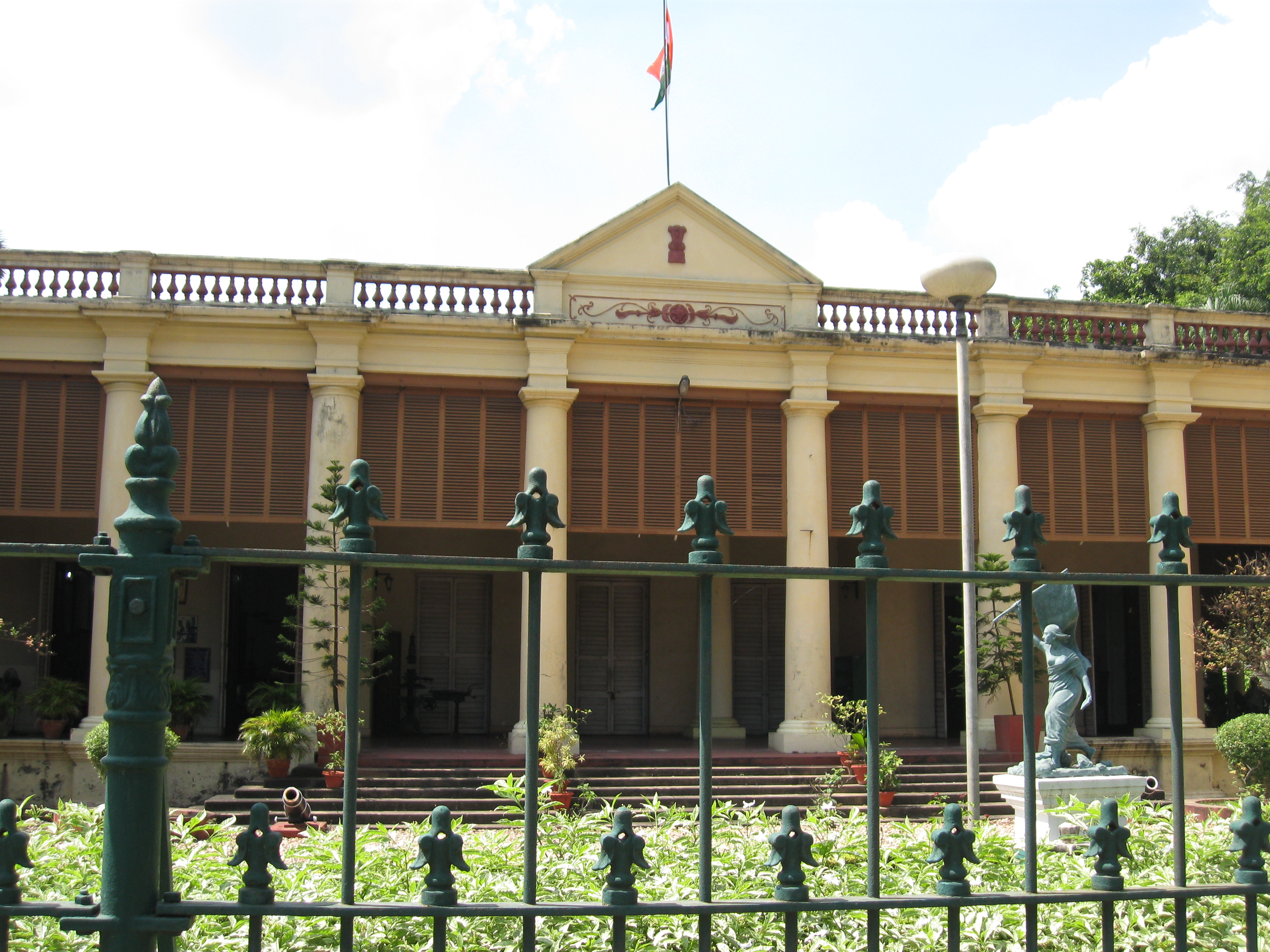
L'ancien palais du gouverneur transformé en musée.
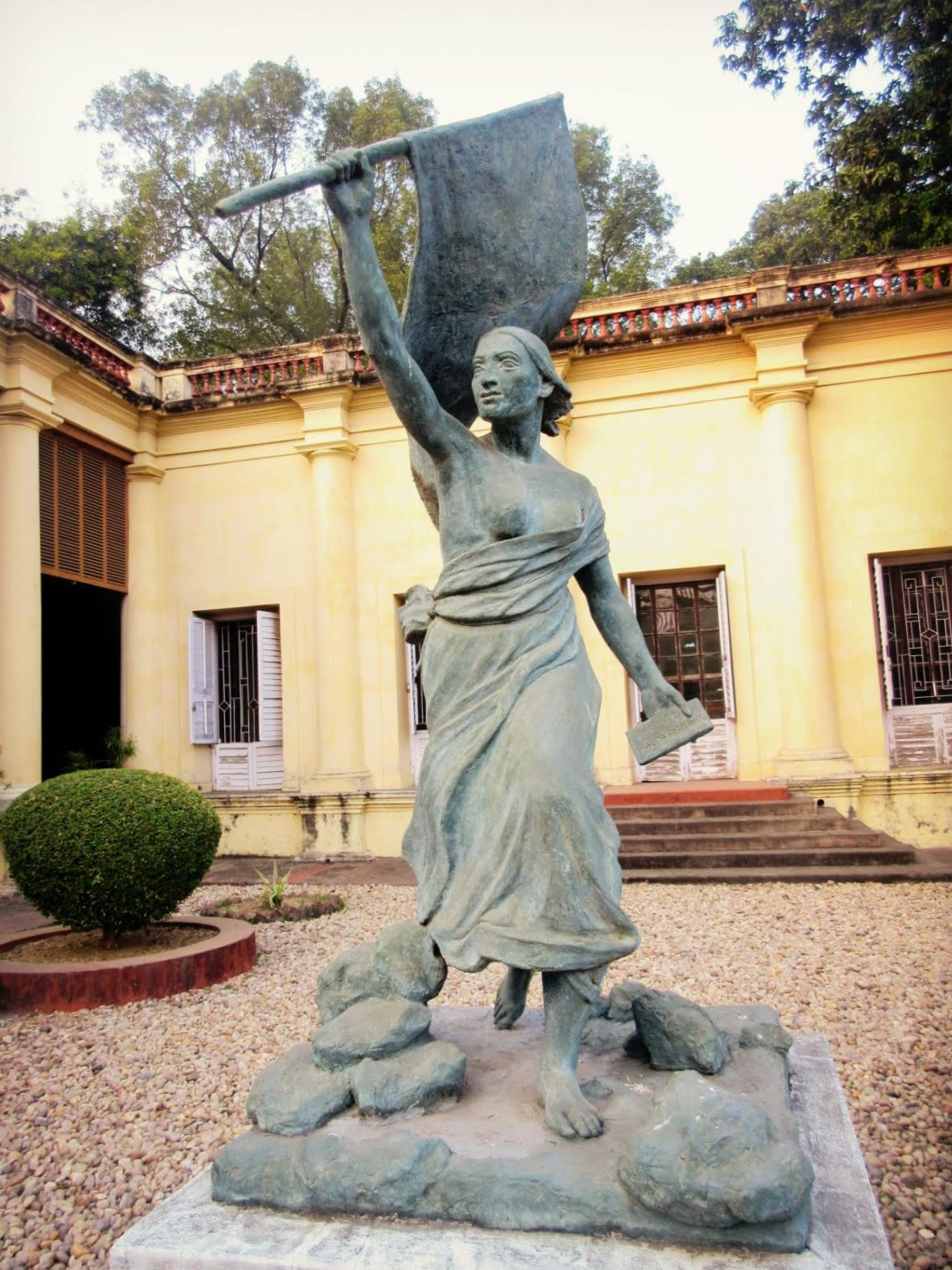
Statue de Marianne dans la cour de l'ancien palais du gouverneur.
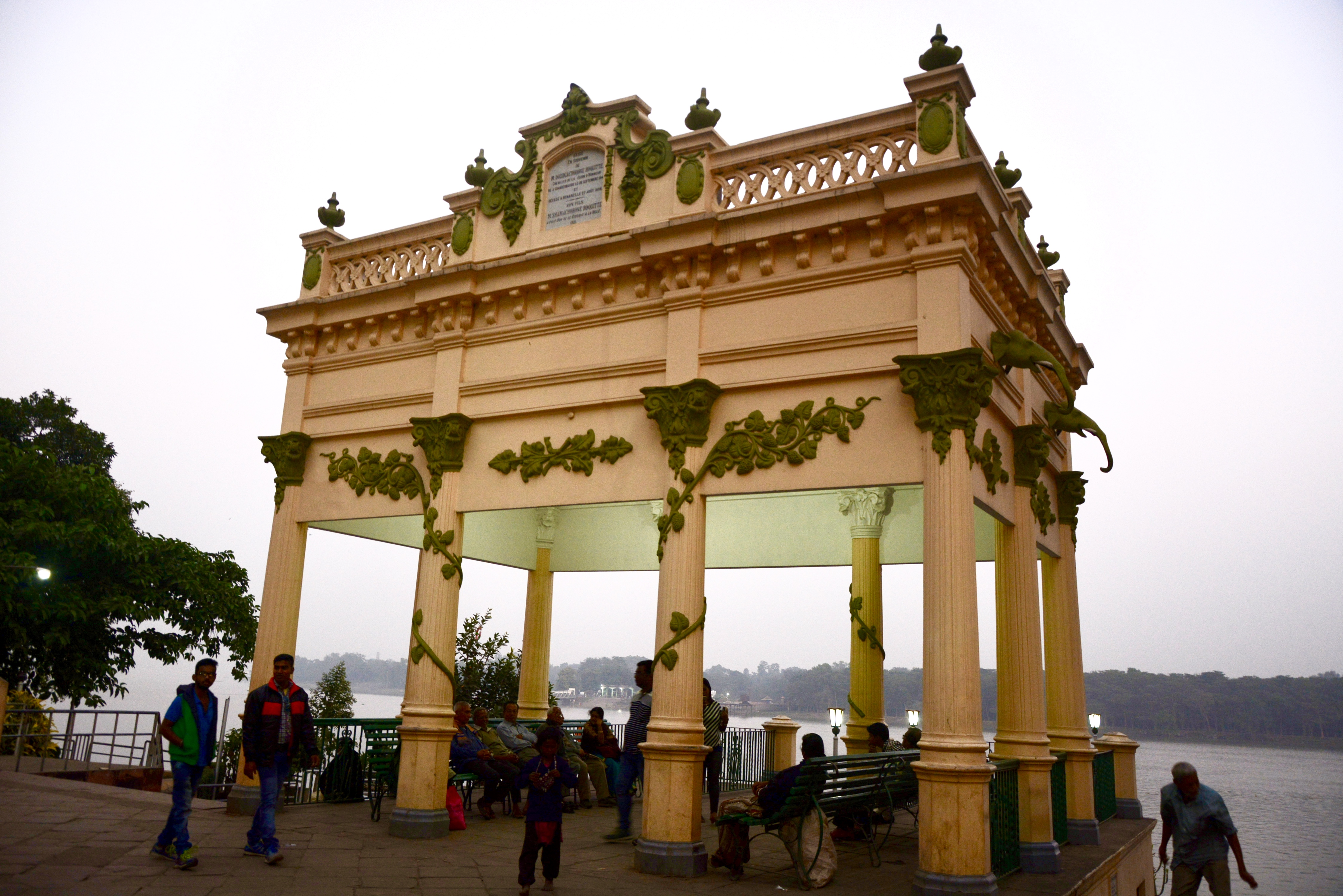
Kiosque sur le Strand.
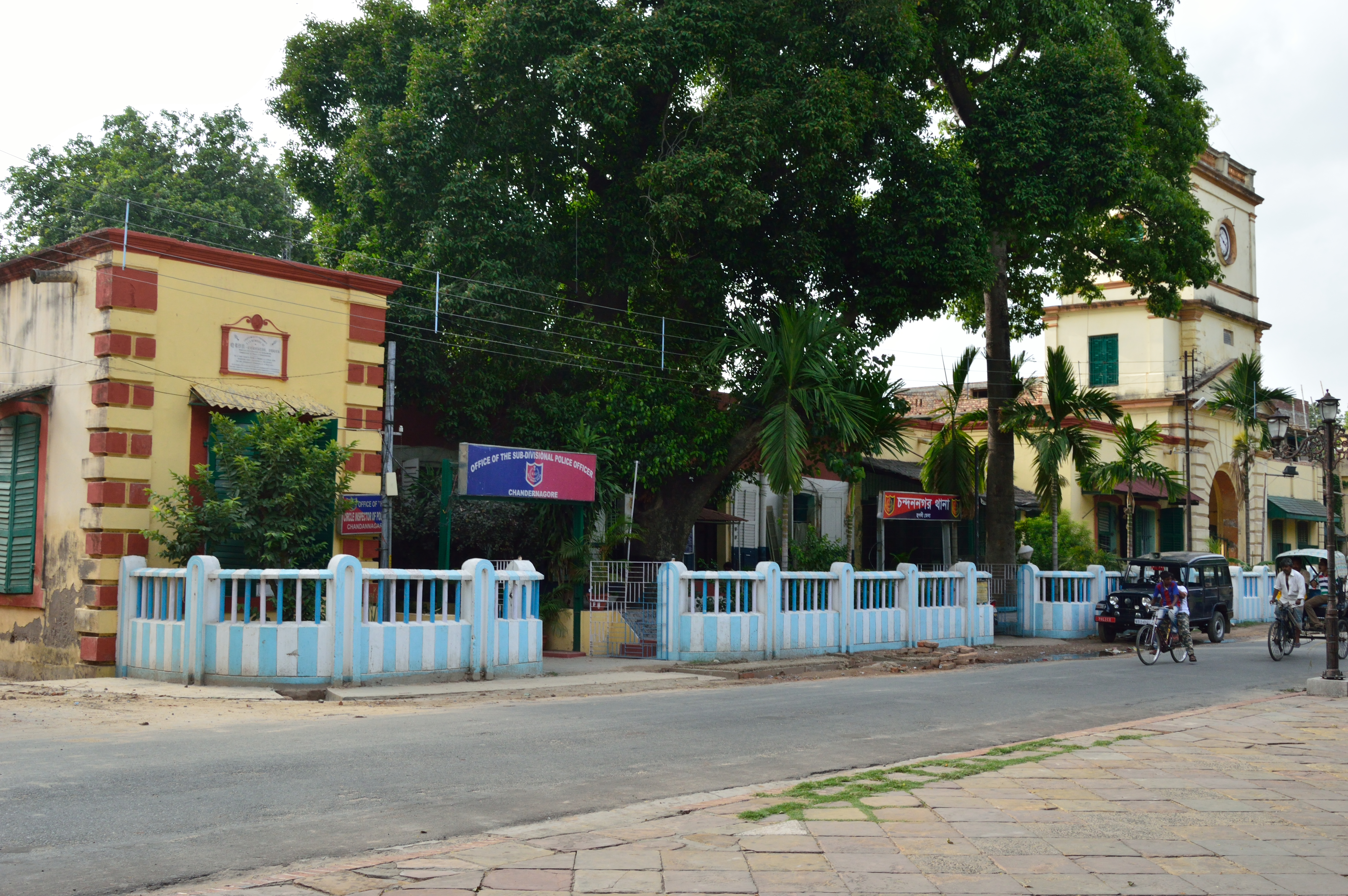
Commissariat de police de Chandernagor.
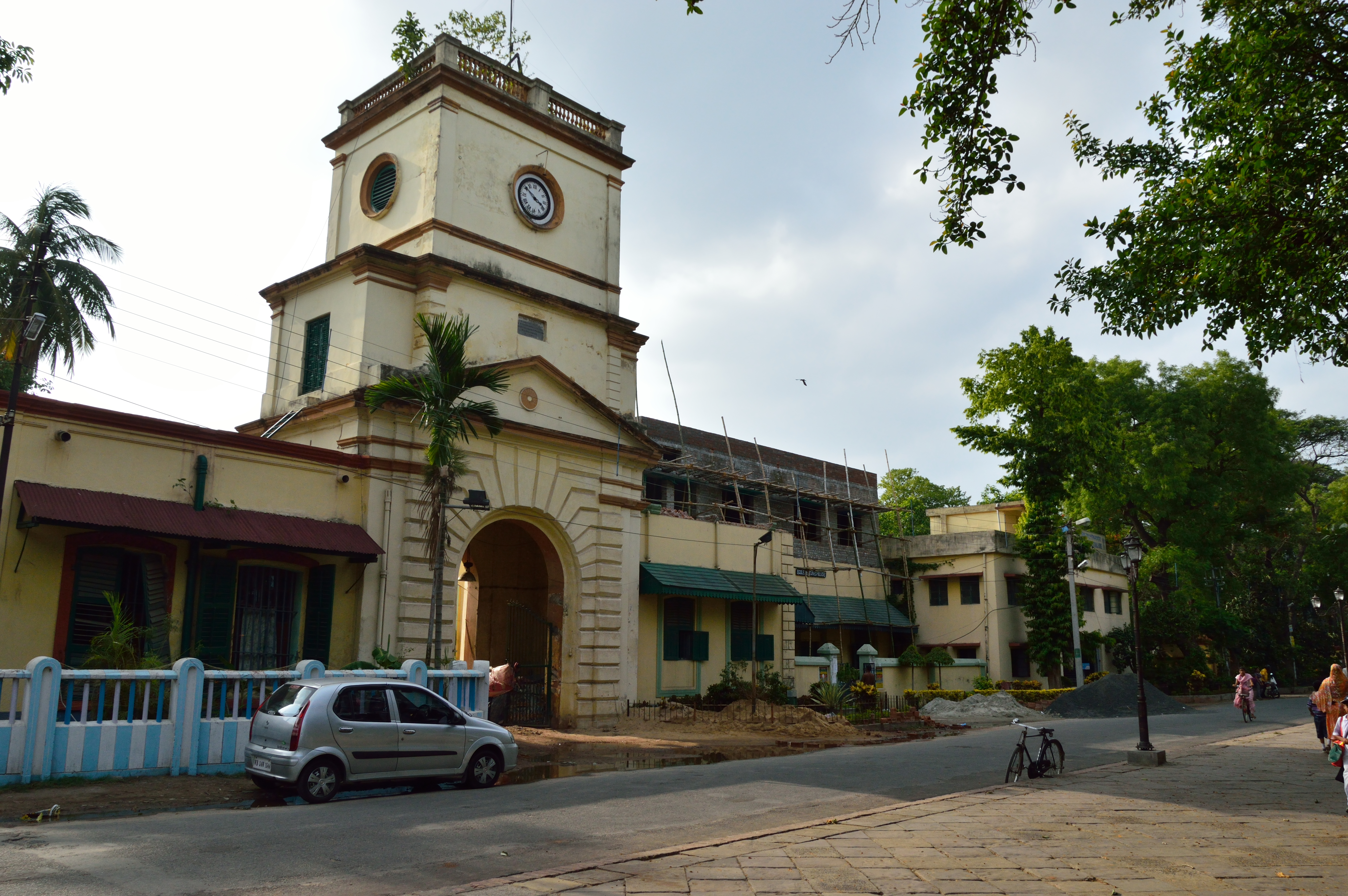
Tour de l'Horloge de Chandernagor.
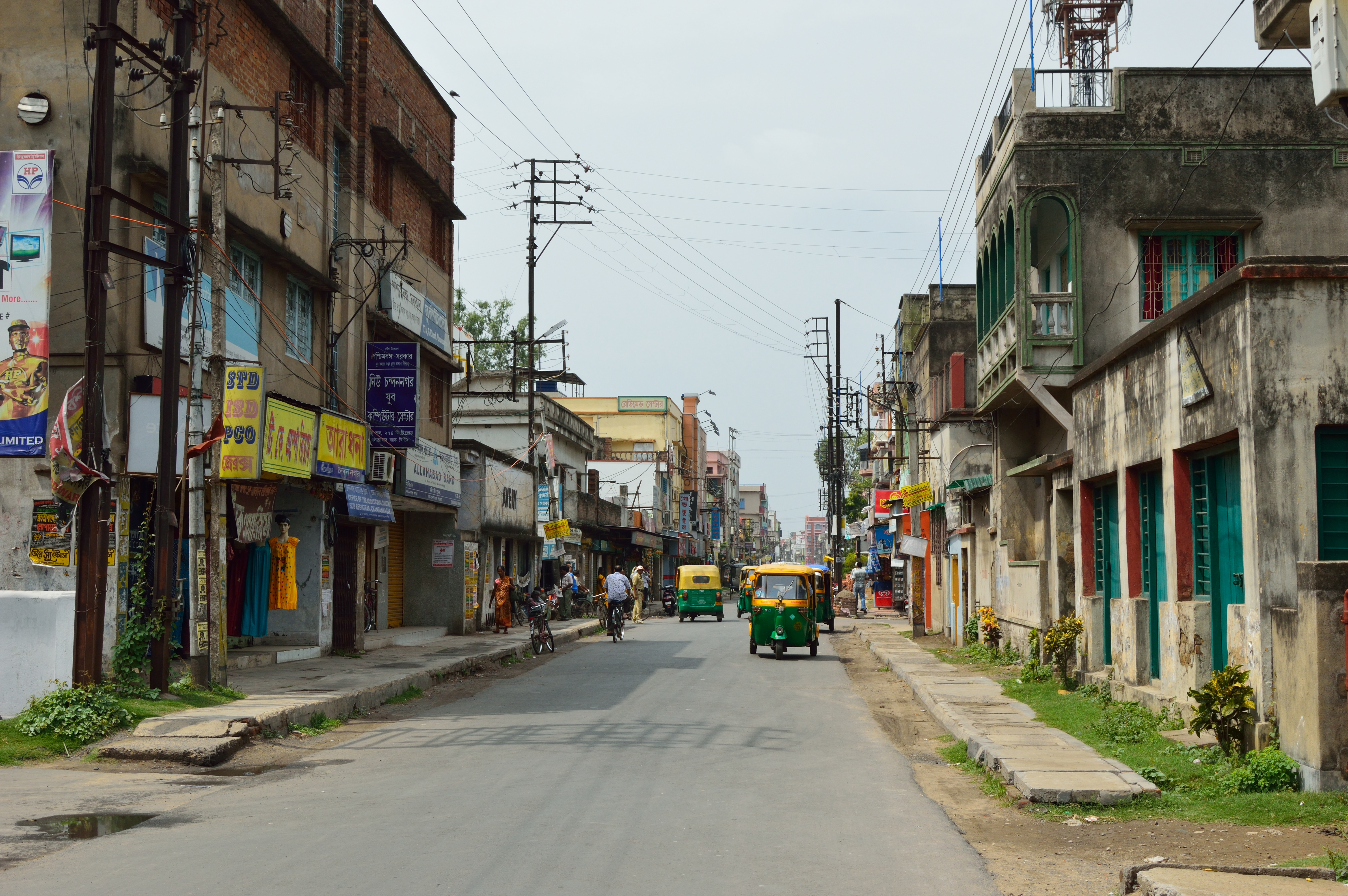
Grand Trunk Road sur le Hooghly.
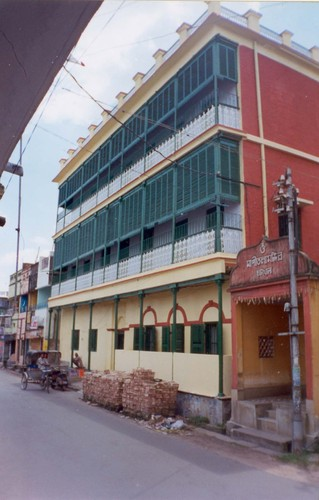
École Sri Aurovindo Vidyamandir.
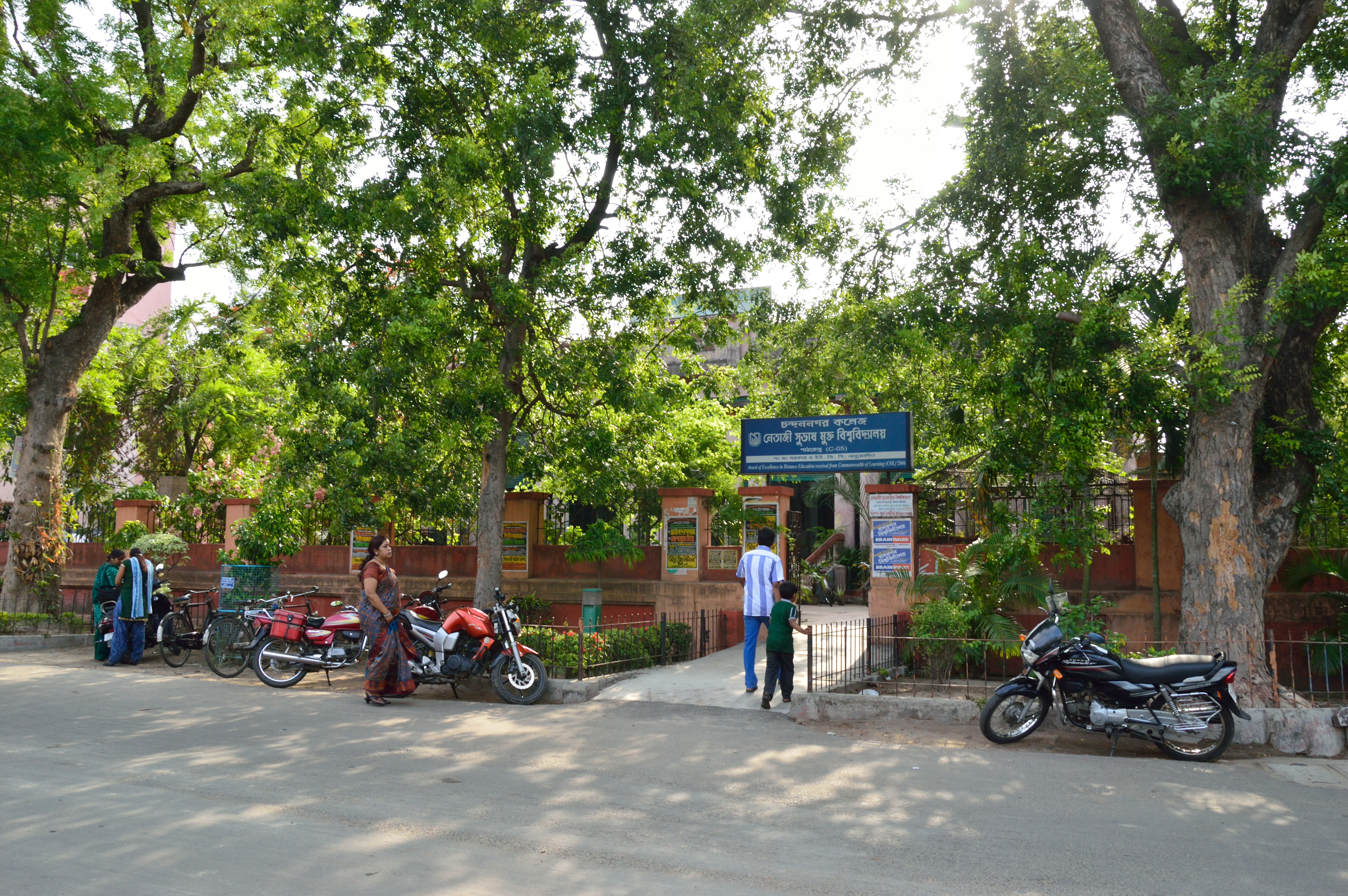
Entrée de la faculté.
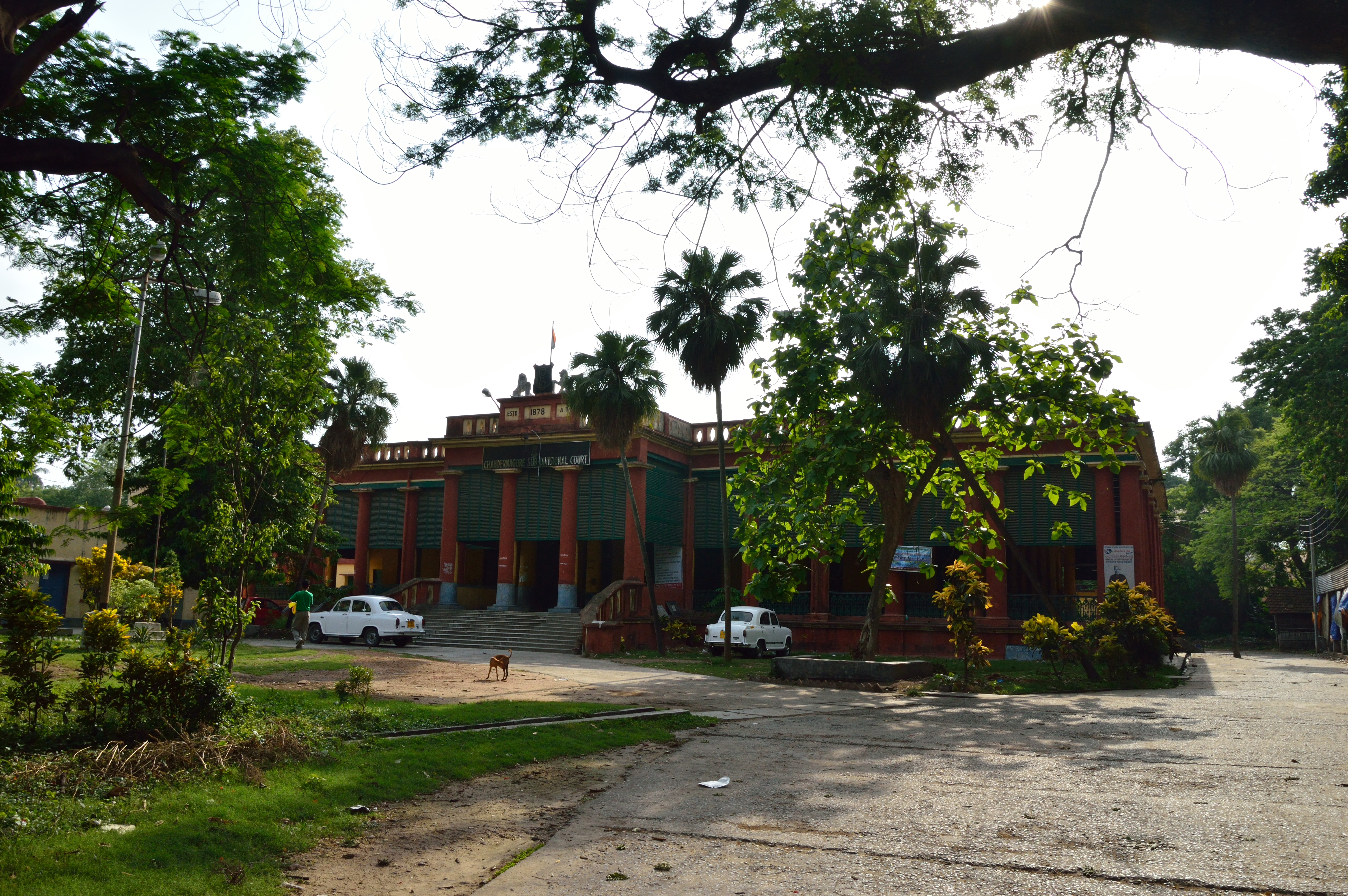
Tribunal du sous-district sur Strand Road.
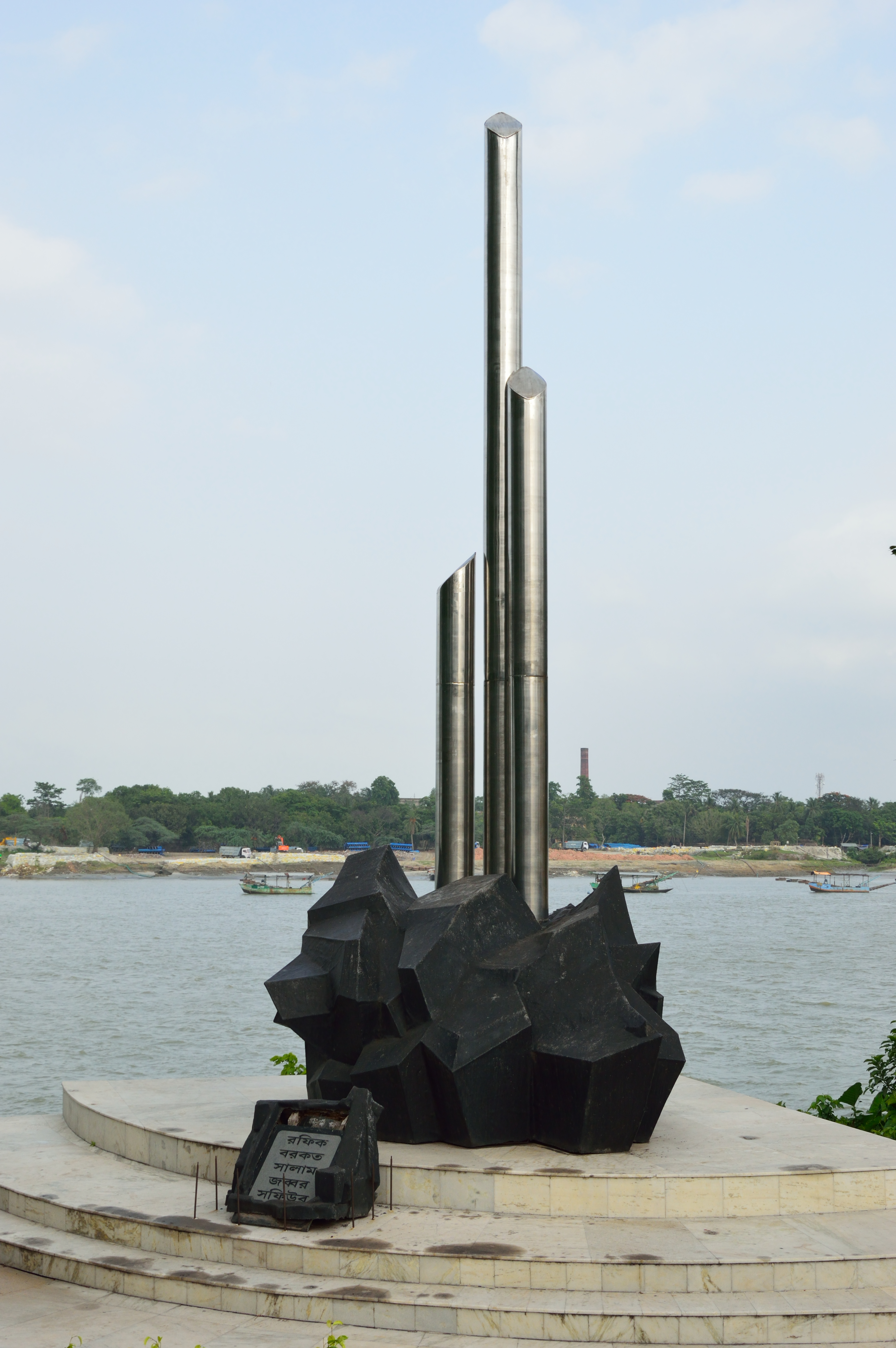
Monument sur Strand Road, au bord du Hooghly.
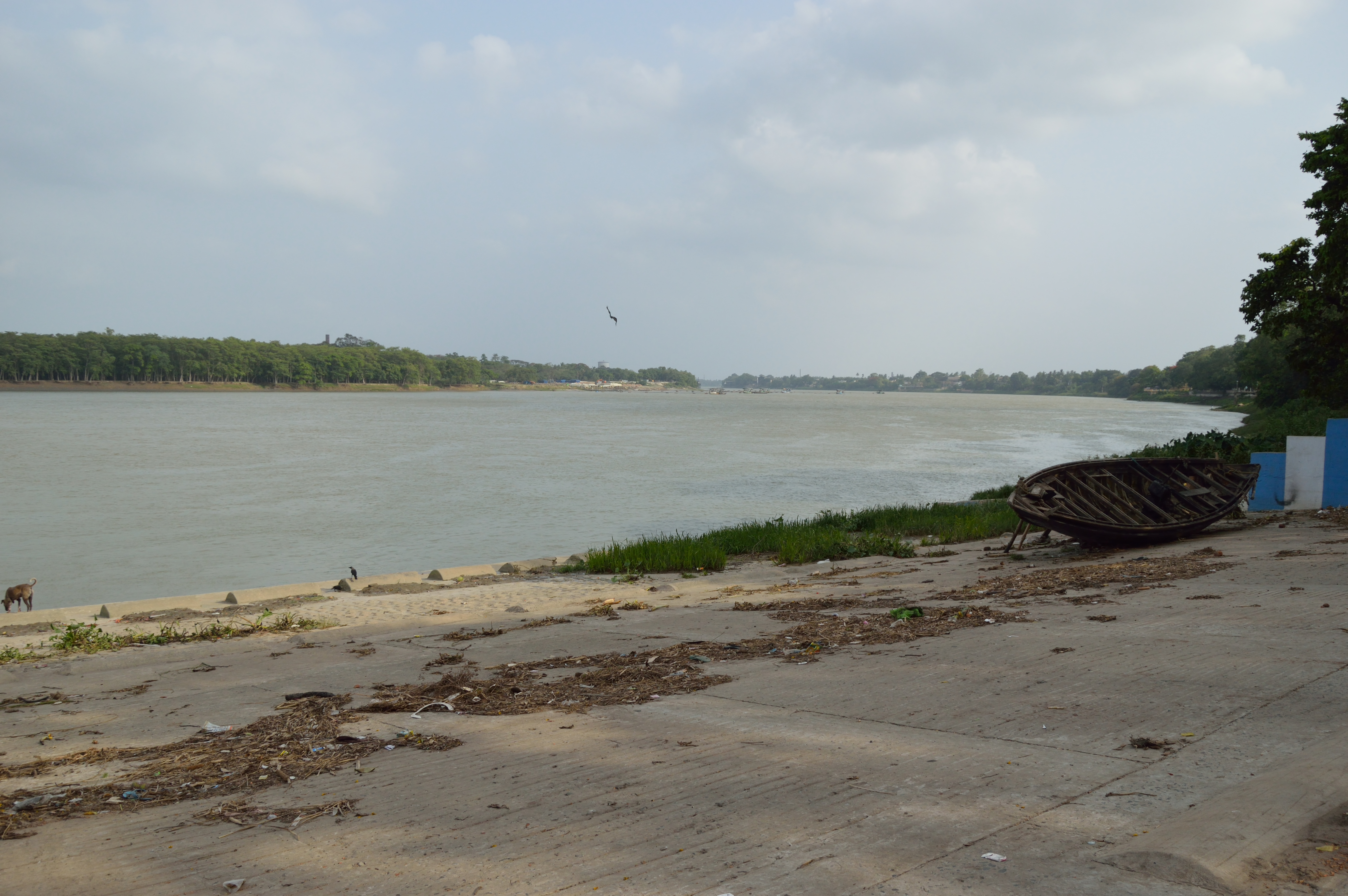
Les berges du Hooghly.

## Personnalités liées à Chandernagor
- Charles Alexandre Louis Roussel de Saint-Rémy (1746-1800), général des armées de la République française est né dans cette ville.
- Pierre Nicolas de Haraneder, vicomte de Macaye, mort à Chandernagor en 1827.
- Maurice Gaudart
- Avant de s'installer à Pondichéry, Aurobindo Ghose se réfugia à Chandernagor.

## Dans la chanson française
- Chandernagor est le titre d'une chanson aux connotations érotiques du chanteur Guy Béart, reprise par Juliette Gréco, qui y évoque les cinq comptoirs français de l'Inde[4].